# Cambria (Illinois)
Pour les articles homonymes, voir Cambria.
Cambria est un village situé au nord-ouest du comté de Williamson,  dans l'Illinois, aux États-Unis,. Il est incorporé le 4 février 1905.

## Démographie
Lors du recensement de 2010, le village comptait une population de 1 228 habitants. Elle est estimée, en 2016, à 1 271 habitants.

### Source de la traduction
- (en) Cet article est partiellement ou en totalité issu de l’article de Wikipédia en anglais intitulé « Cambria, Illinois » (voir la liste des auteurs).